# Jerome is the New Black
Jerome is the New Black («Новый чёрный Джером») — седьмая серия восьмого сезона мультсериала «Гриффины». Премьерный показ состоялся 22 ноября 2009 года на канале FOX.

## Сюжет
Питер, Джо и Куагмир скучают без своего друга Кливленда, и поэтому решают найти себе четвёртого друга. Несколько дней их поиски и пробы не приносят результатов (Брайану Питер отказывает: по его словам, Куагмир ненавидит пса), но однажды прямо в «Пьяной Устрице» к ним подходит афроамериканец, предлагающий свою компанию. Джером, так его зовут, приходится друзьям по душе. На обратном пути из бара Питер приглашает Джерома заглянуть к себе, где выясняется, что Лоис с ним была ранее знакома: это её бывший молодой человек. Ревнивый Питер решает прекратить всяческие отношения с Джеромом.
Между тем Брайана задело за живое то, что Куагмир ненавидит его, и поэтому он решает поговорить с ним. Неверно разобравшись в ситуации, Брайан теперь точно кажется Куагмиру бестактным и бездушным циником. Пёс не оставляет надежды найти общий язык с Куагмиром, и потому приглашает его на ужин в ресторан (подписав приглашение именем бывшей любви Куагмира). Тот, по настоянию Брайана, раскрывает псу, за что он его так не любит. В этом длинном списке оказывается и то, что Брайан «волочится за женой своего лучшего друга, который его спас от смерти и приютил», и то, что он «притворяется глубоким и серьёзным, а сам лишь хочет от женщин секса», и то, что он «загадил Питеру весь двор», и его желание легализовать марихуану, и его атеизм, и многое другое… Расстроенный Брайан возвращается домой, где его, по мере возможности, успокаивает Стьюи.
Тем временем Джо и Куагмир отказываются прекращать дружбу с Джеромом лишь потому, что 20 лет назад он спал с Лоис. Раздосадованный пьяный Питер, проходя мимо дома Джерома, кидает внутрь бутылку из-под пива, попадает в торшер, и в результате короткого замыкания начинается пожар. Дом Джерома сгорел, и Лоис предлагает погорельцу пожить у них, к радости Джерома и к негодованию Питера. При этом Джером не знает поджигателя, но грозится найти его и изуродовать.
Питер не находит себе места от ревности и, в конце концов, прямо говорит Джерому, чтобы тот убирался из его дома. Джером подчиняется, Лоис очень расстроена. Вскоре Питер и сам понимает, что ревность затмила его разум, и просит прощения у Джерома, найдя его, одинокого, в «Пьяной Устрице». Мир восстановлен, Питер никак не реагирует на признание Джерома, что тот неоднократно занимался анальным сексом с Мег.

## Создание
Автор сценария: Джон Винер
Режиссёр: Брайан Айлс
Композитор: Рон Джоунс
Приглашённые знаменитости: Кевин Майкл Ричардсон (в роли Джерома)

## Интересные факты